# Galeria Nacional do Canadá
A Galeria Nacional do Canadá (francês: Musée des beaux arts du Canada; inglês: National Gallery of Canada), localizado na capital Ottawa, Ontario, é uma das principais galerias de arte do  Canadá.
A Galeria é um edifício construído em vidro e granito na Sussex Drive com uma bela vista dos edifícios do parlamento canadense no Parliament Hill. Suas estrutura foi desenhada por Moshe Safdie e inaugurada em 1988. O ex-diretor da Galeria, Jean Sutherland Boggs, foi escolhido especialmente pelo Primeiro-Ministro Pierre Trudeau para supervisionar a construção da galeria nacional e museu.